# Neuhaus
Neuhaus és una empresa xocolatera belga que fabrica i ven bombons de luxe, tòfones de xocolata, galetes i gelats. L'empresa va ser fundada l'any 1857 per Jean Neuhaus, un immigrant suís, que va obrir la primera botiga a les Galeries Royales Saint-Hubert al centre de Brussel·les. El 1912, el seu net, Jean Neuhaus II, va inventar el praliné de xocolata, un centre de ganache de crema de xocolata.
Avui, Neuhaus té més de 1.500 punts de venda a 50 països. Tots els productes Neuhaus encara es fabriquen a Vlezenbeek, prop de Brussel·les, i s'exporten a tot el món. L'any 2000, l'empresa va rebre l' Ordre Reial de Nomenament al tribunal belga.